# Bolsa de Viena

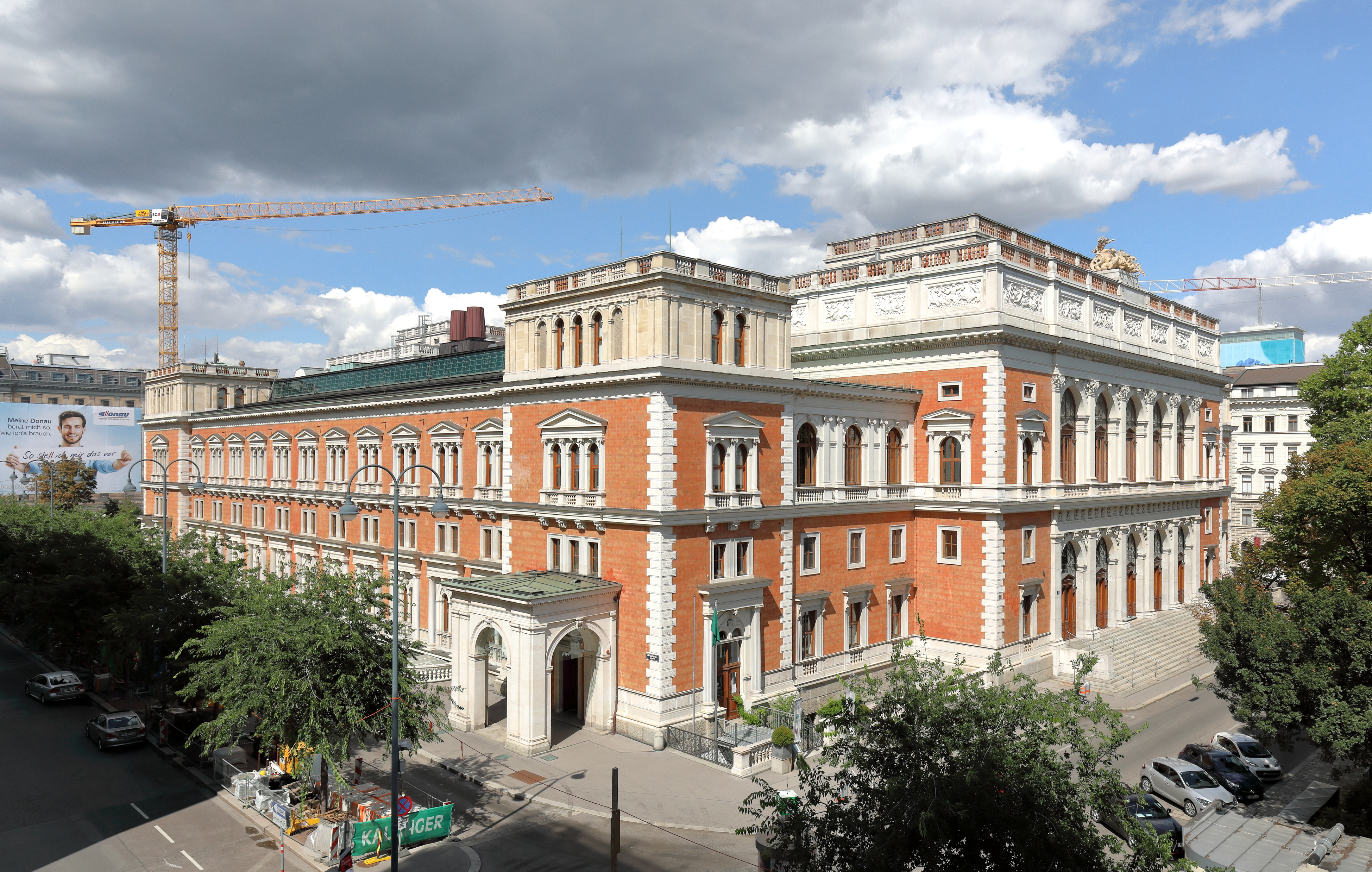
antigo edifício da Bolsa de Valores de Viena

A Bolsa de Viena (Wiener Börse AG ou WBAG em alemão) é a bolsa de valores de Viena, Áustria, e uma das mais tradicionais da Europa oriental.
A Wiener Börse é também uma das mais antigas bolsas de valores do mundo e foi fundada em 1771 durante o reinado da imperatriz Maria Teresa da Áustria para prover um mercado para a negociação de títulos emitidos pelo estado.

## História
Wiener Börse é uma das bolsas mais antigas do mundo e foi fundada em 1771 durante o reinado da imperatriz Maria Teresa da Áustria, a fim de fornecer um mercado para títulos emitidos pelo estado. Ela tentou coibir o comércio ilegal que acontecia nos coffeeshops da época.
Em 9 de maio de 1873, a bolsa de valores caiu espetacularmente ("Der Krach"), sinalizando o início da Longa Depressão.
Em 1985, Jim Rogers desencadeou um mercado altista quando disse que o mercado de capitais austríaco tinha alto potencial.
Em 2019, abriu um mecanismo de negociação multilateral (o "Vienna MTF" regulado pela bolsa), um terceiro mercado para transações de balcão , principalmente de títulos corporativos estrangeiros.
Em 2020, a Bolsa de Valores de Viena decidiu simplificar sua estrutura de grupo. A fim de reduzir despesas e custos, a Wiener Börse AG fundiu-se com a antiga holding do grupo CEESEG AG. A Bolsa de Valores de Praga é agora uma subsidiária de 99,54% da Wiener Börse AG.
Em 1º de setembro de 2020, a Wiener Börse listou seus primeiros 21 títulos denominados em criptomoedas como Bitcoin e Ethereum, incluindo os serviços de cotação em tempo real e liquidação de títulos.